# Харпштедт
Ха́рпштедт (нем. Harpstedt) — община в Германии, в земле Нижняя Саксония.
Входит в состав района Ольденбург. Подчиняется управлению Харпштедт. Население составляет 4434 человека (на 31 декабря 2010 года). Занимает площадь 23,45 км².
| Год  | Население |
| ---- | --------- |
| 1990 | 3700      |
| 1995 | 3991      |
| 2000 | 4450      |
| 2005 | 4538      |
| 2010 | 4452      |